# Estnischer Fußballpokal 1995/96
Der Estnische Fußballpokal 1995/96 war die insgesamt sechste Austragung des estnischen Pokalwettbewerbs der Männer und die vierte nach der Wiedererlangung der Unabhängigkeit von der Sowjetunion 1991. Das Finale fand am 21. Juni 1996 statt.
Pokalsieger wurde JK Tallinna Sadam. Titelverteidiger FC Flora Tallinn schied im Viertelfinale aus. Der Sieger nahm am Europapokal der Pokalsieger 1996/97 teil.

## Vorrunde
Teilnehmer: 28 Teams ab der viertklassigen II liiga und tiefer.
|                         | Ergebnis |                             |
| ----------------------- | -------- | --------------------------- |
| Kuusalu JK Rada/HKL     | 1 -:+ 1  | Tapa SK Fortuna             |
| Avinurme JK             | 0:7      | Riigikogu SK                |
| Kehra JK Tempori        | 7:1      | FC Rakvere                  |
| Kohtla-Järve JK Veteran | 1 +:- 1  | JK Järvamaa                 |
| FC Tarvastu             | 3:2      | Võhma Linnameeskond         |
| Mikitamäe JK            | 1:3      | Põlva JK Lootos             |
| FC Elva                 | 0:3      | MSK Viljandi                |
| Lokomotiv Valga         | 1 +:- 1  | Lelle SS                    |
| Risti JK                | 1 +:- 1  | Lihula JK                   |
| Märjamaa Kompanii       | 4:3      | Kärdla Linnameeskond        |
| Virtsu JK               | 1 -:+ 1  | Kullamaa JK                 |
| JK Kaitseliit Rapla     | 1 -:+ 1  | SK Lelle                    |
| KSK KESPO Kehtna        | 01:15    | JK Muuga Sadam              |
| Keila JK                | 9:1      | Tallinna JK Jalgpallihaigla |

## 1. Runde
Teilnehmer: Die 14 Sieger der Vorrunde und 17 weitere Teams.
|                         | Ergebnis |                   |
| ----------------------- | -------- | ----------------- |
| Kohtla-Järve JK Veteran | 3:2      | Kehra JK Tempori  |
| Tapa SK Fortuna         | 3:0      | Jägala Kalevi ÜJP |
| Riigikogu SK            | 0:7      | Narva FK Baltika  |
| Pärnu JK Puma           | 0:2      | Lokomotiv Valga   |
| FC Tarvastu             | 4:3      | Lokomotiv Valga   |
| JK Merkuur Tartu        | 3:1      | Tartu FC Ajak     |
| MSK Viljandi            | 6:5      | Põlva JK Lootos   |
| JK Sport Põltsamaa      | 2 +:- 2  | Risti JK          |
| Kullamaa JK             | 1:6      | Märjamaa Kompanii |
| FC Haapsalu             | 2:4      | SK Lelle          |
| Rapla JK Atli           | 1:2      | Pärnu United      |
| Olümpia Maardu          | 4:5      | Kopli SK Tallinn  |
| Tallinna JK Devia       | 2 +:- 2  | Kohtla-Järve LSK  |
| Keila JK                | 1:2      | JK Muuga Sadam    |
| FC Irbis Kiviõli        | 2 +:- 2  | Kohila JK Püsivus |
| JK Kalev Sillamäe       | Freilos  |                   |

## 2. Runde
Teilnehmer: Die 16 Sieger der 1. Runde
|                         | Ergebnis              |                   |
| ----------------------- | --------------------- | ----------------- |
| JK Kalev Sillamäe       | 14:00                 | FC Tarvastu       |
| JK Muuga Sadam          | 1:4                   | Tapa SK Fortuna   |
| JK Merkuur Tartu        | 3:2 n. V.             | SK Lelle          |
| Pärnu United            | 0:2                   | Tallinna JK Devia |
| Kopli SK Tallinn        | 1:3                   | FC Irbis Kiviõli  |
| Märjamaa Kompanii       | 9:3                   | MSK Viljandi      |
| Kohtla-Järve JK Veteran | 3:0                   | FC Valga Warrior  |
| JK Sport Põltsamaa      | 1:1 n. V. (2:3 i. E.) | Narva FK Baltika  |

## 3. Runde
Teilnehmer: Die acht Sieger der 2. Runde und die acht Zweitligisten (JK Arsenal Tallinn, FC DAC Tartu, Dünamo Tallinn, FC Lelle, FC Norma Tallinn, Tallinna JK, Viljandi JK Tulevik und JK Vall), die alle auswärts antraten.
|                         | Ergebnis              |                     |
| ----------------------- | --------------------- | ------------------- |
| Narva FK Baltika        | 0:0 n. V. (9:8 i. E.) | FC Lelle            |
| Tallinna JK Devia       | 1:1 n. V. (5:4 i. E.) | FC Norma Tallinn    |
| JK Merkuur Tartu        | 2:1                   | JK Vall             |
| Märjamaa Kompanii       | 3:1                   | FC DAC Tartu        |
| Tapa SK Fortuna         | 0:3                   | Dünamo Tallinn      |
| JK Kalev Sillamäe       | 3:0                   | JK Arsenal Tallinn  |
| Kohtla-Järve JK Veteran | 3:0                   | Viljandi JK Tulevik |
| FC Irbis Kiviõli        | 2:1                   | JK Tallinn          |

## Achtelfinale
Teilnehmer: Die acht Sieger der 3. Runde und die acht Teams der Meistriliiga (FC Flora Tallinn, FC Lantana Tallinn, Tallinna Sadam, JK Eesti Põlevkivi Jõhvi, Pärnu JK, JK Pärnu Tervis, Tevalte-Marlekor Tallinn und JK Trans Narva), die alle auswärts antraten.
|                         | Ergebnis |                          |
| ----------------------- | -------- | ------------------------ |
| Narva FK Baltika        | 0:4      | JK Eesti Põlevkivi Jõhvi |
| Tallinna JK Devia       | 0:9      | FC Lantana Tallinn       |
| Märjamaa Kompanii       | 00:11    | JK Tallinna Sadam        |
| JK Merkuur Tartu        | 0:3      | JK Trans Narva           |
| Dünamo Tallinn          | 0:2      | JK Pärnu Tervis          |
| JK Kalev Sillamäe       | 0:6      | FC Flora Tallinn         |
| Kohtla-Järve JK Veteran | 2:0      | Pärnu JK                 |
| FC Irbis Kiviõli        | 2:8      | Tevalte-Marlekor Tallinn |

## Viertelfinale
|                          | Gesamt |                          | Hinspiel | Rückspiel |
| ------------------------ | ------ | ------------------------ | -------- | --------- |
| JK Pärnu Tervis          | 0:2    | Tevalte-Marlekor Tallinn | 0:0      | 0:2       |
| JK Tallinna Sadam        | 2:0    | FC Flora Tallinn         | 2:0      | 0:0       |
| JK Trans Narva           | 0:3    | FC Lantana Tallinn       | 0:2      | 0:1       |
| JK Eesti Põlevkivi Jõhvi | 6:3    | Kohtla-Järve JK Veteran  | 3:0      | 3:3       |

## Halbfinale
|                          | Gesamt |                          | Hinspiel | Rückspiel |
| ------------------------ | ------ | ------------------------ | -------- | --------- |
| FC Lantana Tallinn       | 0:1    | JK Tallinna Sadam        | 0:1      | 0:0       |
| Tevalte-Marlekor Tallinn | 1:2    | JK Eesti Põlevkivi Jõhvi | 1:0      | 0:2       |

## Finale
| Paarung                  | JK Tallinna Sadam – JK Eesti Põlevkivi Jõhvi |
| Ergebnis                 | 2:0 (1:0) |
| Datum                    | 21. Juni 1996 |
| Stadion                  | Kadrioru staadion, Tallinn |
| Zuschauer                | 500 |
| Schiedsrichter           | Oleg Timofejev |
| Tore                     | 1:0 Sergei Terehhov (27.) 2:0 Andrei Krõlov (60.) |
| JK Tallinna Sadam        | Sergei Pareiko – Mark Švets (88. Risto Sarapik), Vladimir Urjupin, Urmas Liivamaa, Maksim Rõtškov – Andrei Krõlov, Sergei Terehhov, Urmas Kaal, Dmitri Ustritski – Konstantin Kolbassenko, Igors Slesarcuks (89. Aleksandr Puštov) Cheftrainer: Uno Piir |
| JK Eesti Põlevkivi Jõhvi | Aleksandr Rjabtšun – Dmitri Vorodin, Pjotr Januškevitš, Eduard Sarajev, Artur Varunov – Sergei Afanasyev, Juri Braiko (46. Nikolai Šišelov), German Titov, Aleksandr Gromov – Vladimir Kulikov, Sergei Melnikov Cheftrainer: Pavel Lukjanov              |